# Sicyopus bitaeniatus
Sicyopus bitaeniatus es una especie de pez de la familia de los    Gobiidae en el orden de los Perciformes.

## Morfología
Los machos pueden llegar a alcanzar los 3,4 cm de longitud total.

## Hábitat
Es un pez de  Agua dulce,  de clima tropical y bentopelágico.

## Distribución geográfica
Se encuentra en Oceanía: es una especie de pez endémica de las Islas Marquesas.

## Observaciones
Es inofensivo para los humanos.